# 五彩斑斕的世界
《五彩斑斕的世界》為FAVORITE於2011年7月29日發行的戀愛冒險遊戲， 中文通称“色鸟鸟”。本作有两个Fan disc。第一个Fan disc《五彩斑斕的曙光》於2012年8月31日發售， 通称“光鸟鸟”；第二个Fan disc《映入紅瞳的世界》（又译作）于2015年7月24日發售， 通称“红鸟鸟”。三者合称五彩斑斕的世界系列，通称“五彩斑斕系列”“鸟鸟系列”或“鸟鸟三部曲”。
三部作品亦被多次制作为合集捆绑发售，包括2013年7月26日發售的結合《世界》及《曙光》的《五彩斑斕的世界 WORLD'S END COMPLETE》、2015年3月19日由dramatic create發售的PlayStation Vita移植版《五彩斑斕的世界 WORLD'S END -RE:BIRTH-》，收錄《世界》及《曙光》並追加新CG與劇情、2018年3月30日發售的三部曲合集版《五彩斑斕的世界 WORLD'S END・TRILOGY BOX》、以及将三部曲高清化重制后于2022年9月30日发售的《五彩斑斓的世界 HD Re:GENERATION》。

## 故事简介

### 设定
本作的舞台设定于港口城市「風津之濱」，从被稱作「鹿野上悠馬」的主人公的视角展开。主人公是当地学校的学生，惟他不願學習、成績差勁。在游戏中，世界由许多不同的“世界”构成，風津之濱也是这些世界的其中之一。在學校的學生宿舍「嵐山莊」中有一個地下室，地下室中有一個掛鐘，將掛鐘的指針設定至不同的特定時刻便可將地下室接入不同的異世界。在游戏中存在名为「世界尽头的古书店」的地点，位于所有世界的顶点，管理所有世界与其中的所有生命灵魂，书店的管理者更被称为「神」。在游戏的设定中，世界与灵魂以书店书架上的书本的形式存在，灵魂在书架上沉睡时思考自己将来转世时的愿望，在与书店的管理者商量后，由管理者给予实现愿望的力量并前往现世。实现了愿望的灵魂在生命结束之时会回到书店重新化爲書架上的書本；没有实现愿望的灵魂则不会化为书本，相反他们会得到管理者的鼓励，转世重新回到现世再试一次。偶尔管理者会在灵魂无法实现愿望而极端寂寞的情形下提前将对方召回书店，在现世中表现为其化作羽毛消失。通常此情况的发生频率不高，但是在第一部《五彩斑斕的世界》（下文简称《世界》）中，古书店失控，违背规则大量定期将人化作羽毛召回，若該靈魂不願被收回則其所處的世界都會被毀滅，被收回的靈魂其書本又散落于各个世界。在该作中主人公與他的師傅夏目鈴組成了「解脫者」團體，将委托者从不愿经历的困境中救出。解脫者在异世界的委托任务包括将得知自己将被召回但不愿被收回的灵魂掩护转移至尚未受到波及的風津之濱世界加以保护，惟無一成功，只能前往各个异世界回收委托者的灵魂书本以防其落入坏人手中。
在《世界》中，主人公與只有他可見的半透明魔法使二階堂真紅簽訂了契約。主人公教會真紅何為戀愛，真紅給予主人公治好一切傷口的能力。主人公使用治療能力會損耗他的記憶，爲此他每晚都會在真紅的敦促下寫日記。除了治療能力外，真紅還有另一個魔法，可以令主人公窺視他人内心的记忆，与对方一同承担内心的痛苦。此能力對每个人只能使用一次，會消耗更多記憶，且會導致真紅陷入一段時間的睡眠。除了真紅，游戏中的其他女主角都是學生宿舍「嵐山莊」的住客，包括被主人公救助后转入学校的女仆少女觀波加奈、主人公的青梅竹馬如月澪、没有户籍不能上学且终日閉門不出沉迷游戏的敷島鏡、惜財如命的學妹東峰司。嵐山莊的其他住客包括与觀波加奈同一日转学的男生一之瀨步、沉迷读书生活邋遢的師傅夏目鈴，以及嵐山莊的管理员霧島時雨。

### 剧情大纲

#### 五彩斑斕的世界
被稱作「鹿野上悠馬」的主人公在某個滿月之夜發現並接住了一位從燈塔一躍而下的陌生少女觀波加奈，加奈自称自己正在寻找主人公乃至要成为他的妻子，遂立即化身女仆围绕在主人公身旁，住进了嵐山莊隨後还与一之瀨步一同轉入學校。主人公與真紅和嵐山莊的各位住客一同度过喧嚣快乐的生活，并在背后穿梭于异世界之间执行解脫者的秘密任务，与异世界「商人小镇」的狐妖母女「白」与「莲」关系良好乃至串门做客。在游戏的共通线路中，主人公嘗試解救一位將被帶去古書店的異世界少女，結果失敗，只得回收她的靈魂的書本。同時，因为激烈的打斗需要治疗，而治疗需要消耗回忆，主人公開始遺忘與真紅共同生活的回憶。这導致真紅开始急切地敦促他实现契约，尋找何爲戀愛。
时间進入暑假，玩家將能進入觀波加奈、如月澪、敷島鏡以及東峰司的綫路，在不同的綫路中玩家將得知不同角色的背景故事。加奈的母親因病重難以活動，而想要與母親一同出游的她卻遭遇了神隱，誤入異世界並被感染一種會吃掉自己記憶且只能令宿主存活十年的「蝴蝶」，她在異世界救助過的一隻小貓化身一之瀨步陪伴她回到風津之濱並在加奈的十年壽命將至之時替她承受了詛咒失去了一之瀨步的身體變回了小貓。陪伴主人公長大的如月澪不是他小時候見到的如月澪，而是一個來自平行世界「音津之濱」的如月澪。風津之濱的如月澪被惡友神埼徹用「言靈」魔法殺害了父母，她在誤入音津之濱之時與音津之濱的如月澪交換了身份，卻不願交換回身份，除非殺害神埼徹復仇。主人公委托師傅除去了神埼徹的魔法并强制將她送去勞改而失蹤，成功讓如月澪回到音津之濱。敷島鏡來自於異世界中一個世代流傳「尋人」術式的家族，她卻因爲不能很好掌握這個術式而遭到她的外婆敷島莓的冷視。她的哥哥敷島蓮也聯係上宿舍管理員霧島時雨將敷島鏡送到風津之濱以修煉爲名保護起來，而最終敷島鏡也突破自我學會了該術式。東峰司來自於一個大多數人無需工作且不得工作、只能靠國家固定最低收入度日的世界。照顧她的鄰家外婆突發重病，無力籌措醫藥費的東峰司只得偷渡至風津之濱攢錢，並最終在風津之濱的衆多居民的協助下凑足了醫藥費。在各條綫路中，主人公尋獲戀情便完成了與真紅的契約，真紅在他的眼前消失，他也遺忘了真紅。
本作的大結局綫路是二階堂真紅的個人綫路。主人公從最初的暑假開始花了四年暑假的時間幫助四人從各自的痛苦中解脫出來，因爲過度使用魔法而忘卻真紅，記憶力也喪失至只能記住一日的水準。在經歷第五個暑假的迷茫后，主人公在第六個暑假開始之日被師傅夏目鈴叫入房間，得知了他忘卻的過去。前文所述的全部内容均不是真實的；相反，其只是一本名爲《五彩斑斕的世界》的書中的世界，前述的角色背景故事都是主人公设定出来的。主人公就是管理「世界尽头的古书店」的「神」，「鹿野上悠馬」只是假名。作爲神的主人公苦於不能理解何爲戀情，他留意到一對不論如何輪回轉世都想與對方結合的靈魂「二階堂藍」與「鹿野上悠馬」，遂違反「只能召回無法實現心願心生寂寞的靈魂」的規定，在二人成功結合后濫權違規召回鹿野上悠馬試圖詢問何為戀情，結果遭到了悠馬的仇視。他后又濫權違規召回二階堂藍，藍非但沒有怨恨主人公，還積極與主人公聊起同樣不懂何為戀情的雙胞胎姐姐二階堂真紅，令主人公對真紅產生興趣。在把藍重新送入現世投胎轉世后，主人公再次違規召回夏目鈴與她達成交易。主人公將禁錮他不得離開古書店的掛鐘取下置於夏目鈴的靈魂當中，令自己可以離開書店，又違規將她送還原屬於她的世界。主人公隨後離開古書店，借用「鹿野上悠馬」之名，來到衆人生活的風津之濱。缺少了管理員與封印用掛鐘的古書店很快被魔物盤踞，魔物在書店爲非作歹引發失控，風津之濱也因失控的古書店而毀滅。末日下觀波加奈、如月澪等人與年齡僅稍大卻逞强擔任老師的真紅一同生活，又在主人公和束手無策的真紅的眼前逐個被古書店帶走。經夏目鈴痛斥而意識到自己玩忽職守釀成大禍的主人公遂拿出書本開始創作新世界「五彩斑斕的世界」贖罪。爲了回到古書店，主人公必須終其一生不能實現他的願望「尋獲戀情」，爲此他自己設定了每個角色的背景故事供真紅實現「解救孩子們」的承諾，又自己設定了「真紅是半透明的」「每使用魔法就損耗與真紅的回憶」等規則以盡可能阻止自己實現與真紅相愛的願望。惟該書被夏目鈴動了手脚，夏目鈴撕去了主人公的部分記憶、將現實世界的真紅與書中世界的真紅相連、讓書中的自己知曉世界的真相、讓真紅除了主人公能看見外還能被自己接觸、哄騙真紅要協助實現主人公的願望，好讓自己代替主人公尋找出路。創作出的「五彩斑斕的世界」包含直到某個暑假爲止的既定大綱，故事發展到該暑假后，書中世界便化爲真正的世界開始分叉。書本完成后便得到激活，原風津之濱世界凍結。瞭解到真相的主人公重新與真紅相見，雖然主人公與真紅在長年的陪伴中早已誕生了感情，但他依然決定回到最初的暑假選擇孤獨終老的結局。
走完一生的主人公帶著一生收集到的靈魂書籍回到古書店，驅散了盤踞的魔物，將被帶入書店囚禁的觀波加奈、如月澪等人送還風津之濱世界，讓風津之濱恢復正常。但這也導致主人公與真紅無法再次相見。此時，主人公意外發現自己在暑假前嘗試解救的那一位將被帶去古書店的異世界少女正是轉世投胎的二階堂藍。藍選擇成全主人公與姐姐真紅，她接替了主人公成爲了古書店的新任管理者，自己留在書店寻找悠馬的靈魂。她與主人公共同編寫了一本屬於主人公和真紅的新「五彩斑斕的世界」，在新的世界中，二人終成眷屬。

#### 五彩斑斕的曙光
本作是《世界》的Fan disc，包含了「五彩斑斕的世界」原書本世界的各個女主角的後續故事、新生「五彩斑斕的世界」主人公與二階堂真紅的後續故事，以及本篇故事前二階堂藍與鹿野上悠馬的故事。主人公與真紅在得以重新相見后度過了一段甜蜜的生活。新世界的觀波加奈苦於不能得到母親的認可隨她一同周游世界；如月澪苦於缺少父母的關愛；敷島鏡煩惱於外婆嚴厲的管教以及沉迷于狐狸對自己不聞不問的哥哥；東峰司則擔憂鄰家的外婆身體不好。四人的煩惱在新世界中很快便得到了解決。與此同時，在世界盡頭的古書店，新任管理者二階堂藍正苦惱于找不到鹿野上悠馬的書時，悠馬走入古書店。悠馬替代二階堂藍成爲下一任管理者，將藍送入現世。悠馬把主人公召喚回古書店，導致主人公在真紅面前失去知覺，摔下燈塔，陷入植物人狀態。
在古書店，悠馬叱責主人公先前召回自己一事。他還斥責主人公胡亂創作世界，向「五彩斑斕的世界」的女主角們强加不合理又沉重的背景設定，还将书架上一对恩爱的母女灵魂影射成虚构的狐妖母女「白」与「蓮」以满足自己前世的缺憾，自己卻躲入新世界與真紅過日子。遂把主人公趕出書店門外，要求主人公回到「五彩斑斕的世界」獲得每個女主角的原諒。然而主人公無論如何嘗試，均無法獲得她們的原諒，對自己的罪惡感也逐漸加深。在真紅一側，真紅生下了與主人公的遺腹女二階堂青空，獨自一人將孩子撫養大；悠馬則給予了主人公寬待，允許主人公在每年真紅的生日7月21日傍晚時分與真紅短暫相見。
主人公在成爲任期數萬年的書店管理者之前也是一個人類，當時他的名字叫做「蓮」，是一位只有作品受到喜愛，人卻不受歡迎的作家。蓮的父親早因戰爭遇難，母子二人相依爲命。然而就算是親生母親，「白」，也對自己不加搭理。繪本作家白創作了一本新作《五彩斑斕的曙光》，内容以白蓮母子二人為原型。這本書成爲了主人公蓮的精神支柱，挺過創作低谷期，還結交到了一位同時欣賞自己的作品又不對自己本人心存厭惡的女孩。這個女孩就是真紅的前世。然而，白最終被生活的不幸壓垮，心力交瘁，恍惚中在繪本《曙光》的最後一句留下「最討厭蓮了」的臺詞。這沉重地打擊了蓮，蓮最終鬱鬱而終。未能滿足與愛人廝守到老的心願的白，死後走入了古書店。她請求當時的管理者把自己悲傷的回憶從靈魂中分離開，之後便重新轉世投胎。被抽取出的悲傷回憶成爲一本書被陳列在書架上，久而久之也有了自己的靈魂。当蓮走完一生來到書店遇到管理者的時候，管理者却将身上的重擔交給了主人公，自己選擇了轉世投胎。經過長久的輪回轉世，被抽離了悲傷記憶的白的靈魂成爲了二階堂藍；抽出的悲傷記憶所形成的新的靈魂成爲了二階堂青空。
悠馬在一次對主人公的説教過程中不慎禍從口出，説出了「假如真紅必將死於7月21日」的字樣，導致真紅受到了詛咒，在青空尚為年幼之時墜落燈塔身亡。母親死亡父親植物人的青空由夏目鈴以及霧島時雨一同撫養大。青空在某天于偶然間發現了繪本《五彩斑斕的曙光》，翻開繪本時召喚出了二階堂藍。藍與青空達成契約，藍提供次數有限的穿越時空回到母親身邊送遞東西的機會，青空想辦法拯救自己的父母。青空在夏目鈴以及霧島時雨協助下找到了對應「五彩斑斕的世界」各個女主角幸福結局的分支平行世界的書本，將它們交給了母親真紅。真紅在死後來到書店門口見到了主人公，將書本中的關鍵信息傳遞給了主人公，順利破解了悠馬的難題。回到現世的主人公立刻接住了從燈塔下墜落的真紅，然而卻發現自己只是半透明之身，依然無法改變真紅的命運。最終，主人公發動了繪本《五彩斑斕的曙光》中描繪的「將世界合而爲一」的魔法，將各種可能性的世界融合，意識回到植物人的身體，救下了真紅。在目送走主人公之後，悠馬揭露自己的前世就是主人公前世蓮的父親、白的愛人。

#### 映入紅瞳的世界
本作設定于主人公救下真紅之後的數年。主人公成爲了一位作家，將自己于《世界》《曙光》中的故事寫成小説出版，獲得了成功。一家三口搬離了學生公寓，當年的住客也各奔東西，有了自己的事業。某日，主人公遇到創作瓶頸，遂携一家回到即將改造為溫泉旅館的學生公寓轉換心情，尋找靈感。當年的住客均聞訊回到學生公寓合宿。然而在合宿過程中，主人公依舊沒有靈感，還不慎與真紅吵架，導致真紅離家出走。
然而，真紅在途中遭遇了車禍，陷入了記憶喪失的局面，每個小時真紅的記憶都會被重置一次，不記得主人公，也不記得自己的女兒，情況更在持續惡化，這讓主人公陷入了巨大的痛苦之中。另一方面，青空能看到自己的母親真紅的靈魂一直陪伴在主人公的身旁，但除了自己，周圍人都看不到，而且反而是真紅認爲主人公遭遇了事故遲遲不能回家。爲了拯救父母，青空排除萬難，將真紅的靈魂拉到了躺在病床上的真紅的身體旁，讓二者得以融合。
——爲了在吵架后向真紅道歉，主人公逼迫自己寫出了上一段的故事。主人公將新作命名為《映入紅瞳的世界》，交付出版，合宿也順利結束，衆人重奔東西。儘管對過去衆人和睦相處的時光感到不捨，也對青空長大后的未來抱有不安，但是主人公與真紅依然決定面向未来，相信明天对于他们而言又是美好的一天。

## 角色

### 主要角色
鹿野上悠馬/主人公
本作男主角。“鹿野上悠馬”不是他的真名，他的真名未知。下文称为“主人公”，与真正的鹿野上悠馬区分。在《世界》中是管理「世界尽头的古书店」的神，在书本《世界》中被自己设定为一位记忆力差、成绩不好、不愿学习的问题学生。他在书本《世界》中被设定为“解脱者”组织的成员，与只有自己能见到的半透明魔法使二階堂真紅签订了契约。在《世界》的结尾被二階堂藍接替书店管理者职位。《曙光》中揭示自己的前世是名为“莲”的作家，并与真紅结为夫妻并育有一女二階堂青空。《红瞳》中成为作家。
二階堂真紅　聲優：澤田夏
本作女主角。在《世界》中是一名研究员，虽自称相信无神论但却在研究神让世界出现羽毛将人带走的现象。在青梅竹马鹿野上悠馬以及自己的亲妹妹二階堂藍先后化为羽毛消失、世界被羽毛淹没而灭亡之时成为庇护幸存儿童的教师。在书本《世界》中被主人公设定为只有主人公自己可以见到的半透明魔法使，拥有治愈一切伤口以及窥视他人内心的魔法。在《世界》的结尾灵魂被二階堂藍接入新生《世界》，与主人公重逢后结为夫妻，育有一女二階堂青空。在《曙光》中一度因為受詛咒影響喪命，最終被主人公与女儿青空成功救回。经常被妹妹嫌弃对恋爱没有兴趣，缺乏少女心，起居全由妹妹照顾，几乎只对薄烤饼和苦咖啡情有独钟。
觀波加奈　聲優：外屋舞美
本作可攻略角色。化身为女仆住在「嵐山莊」，擅長家務，但是料理很差，也缺乏一般常識。在书本《世界》中被设定为從燈塔上跳下被主角所救的少女，不知道自己的真名，随意从读到的某本漫画中将自己称为“觀波加奈”。同样在书本《世界》中被设定为找主人公拯救病重的母亲时误入异世界并被感染吞噬记忆的蝴蝶忘记名字。在设定中她在异世界猫的帮助下，历经艰险回到风津之滨。她在新生《世界》以及随后的《曙光》《红瞳》中成为一名看护师。
如月澪　聲優：加乃みるく
本作可攻略角色。在书本《世界》中设定为主人公的青梅竹馬及同班同學，看照著主人公。有點傲嬌，對主角有著好感，容易吃醋，廚藝优秀，在東峰司的影响下也对自己的胸围非常在意。在书本《世界》中被设定为父母被神埼徹害死，因一次偶然误入平行世界“音津之滨”，并与音津之滨的自己交换了身份，导致音津之滨的如月澪被困于風津之濱，与主角成为青梅竹马。
敷島鏡　聲優：杏子御津
本作可攻略角色。家里蹲，爱打游戏，尤其对涉及兄妹恋爱的美少女游戏情有独钟，有一个哥哥敷島蓮也和祖母敷島莓。在书本《世界》中她被设定为来自异世界，敷島家族流传寻人术式，但她因迟迟不能掌握该术式而险遭迫害。她被哥哥交给霧島時雨进行保护，并在風津之濱为了拯救他人成功使出术式，得到了家族的认可。在新生《世界》及随后的《曙光》《红瞳》中她成为一名游戏设计者，任职于大公司。
東峰司　聲優：藤森ゆき奈
本作可攻略角色。充满活力，热爱金钱，因与主人公的一次误会开始尊称主人公为“胸部之神”，对自己平胸一事非常在意。在书本《世界》中她被设定为學妹，来自大多数人被禁止参与工作只能靠最低收入度日的异世界。她為了籌集异世界邻居婆婆的治疗费，偷渡来到風津之濱打工，定时透过時雨将手术费用寄回异世界。在新生《世界》及随后的《曙光》《红瞳》中她开办了一家公司，整合商店街的资源，把風津之濱包装成庆典圣地，振兴了風津之濱商店街。
二階堂藍　聲優：美波りお
女主角二階堂真紅的雙胞胎妹妹，乐观开朗。她是主人公的前世“莲”的母亲“白”抛去痛苦记忆后的某个转世。她与鹿野上悠馬无论灵魂如何转世都期望厮守至老，在原風津之濱世界中与悠馬顺利结合却与悠馬先后遭主人公召回古书店。在《世界》的结尾接替主人公成为书店管理者，不久后又被鹿野上悠馬接替职位前往现世，成为二阶堂青空的魔法使，帮助青空拯救父母。
二階堂青空　聲優：美波りお
主人公與真紅的女兒，她的灵魂是二階堂藍的前世“白”所抛弃的痛苦记忆。在《曙光》中一度失去父母成为孤儿，由夏目鈴和霧島時雨抚养大，在魔法使二階堂藍的协助下，穿越时空拯救父母。
鹿野上悠馬（游戏中表记为片假名）　聲優：川島梨乃
二階堂藍的恋人，在与藍顺利结合后被主人公召回古书店，与主人公结下仇恨。他在《曙光》中接替二階堂藍成为从主人公算起的第三任管理者，召回主人公对其进行说教。他的前世正是二階堂藍的前世“白”的爱人，即主人公的前世“莲”的父亲。

### 其他角色
白/狐妖　聲優：石川乃奈
在书本《世界》中被设定为居住在異世界「商人小鎮」的妖狐占卜師，擅長天氣方面的占卜。她的父亲是霧島時雨，与霧島時雨、敷島蓮也、敷島鏡等人出身于同一个异世界。她因半人类血统遭到狐妖村子的排挤，她自己又爱上了敷島鏡的哥哥敷島蓮也并生下了女儿蓮，彻底遭到狐妖村子的驱逐和追杀，在父亲時雨的协助下辗转来到「商人小鎮」世界定居。在《世界》的觀波加奈线路中她成为了被古书店失控召回的灵魂，为保护商人小鎮免遭羽毛毁灭而自我牺牲；《曙光》的觀波加奈后日谈则围绕加奈一行人寻找她的书本进行。
蓮/狐妖　聲優：宇佐美みもえ
在书本《世界》中被设定为住在「商人小鎮」的小妖狐，是白和敷島莲也的女兒。喜歡黏著母親不放，總是戰戰兢兢地躲在母親白的背後。主人公创造书本《五彩斑斓的世界》时出于潜意识为她取了自己前世的名字“莲”，并给莲的母亲取名“白”，以弥补来自前世的潜意识里，对于自己得不到母亲的疼爱这件事的遗憾。
一之瀨步　聲優：神村ひな
在书本《世界》中被设定为与觀波加奈同时突然出現的轉學生，不擅長與人交談，虽然身体是男生身体，但因長相可愛常被误认为女生。她实际上是加奈小時候在异世界救起的小母貓，為了保護加奈，追赶加奈来到风津之滨，途中获得了人类的身躯。在每条线路的结尾，她都会牺牲自己的人类身躯和众人对他的记忆，驱除加奈身上寄生的「蝴蝶」，变回母猫。在新生《世界》及随后的《曙光》《红瞳》成为加奈饲养的宠物。
夏目鈴　聲優：相葉茉美
在书本《世界》中是主人公的師父，身为解脫者一员，與主人公一同住在「嵐山莊」。她是個不修邊幅又任性的大姐頭，喜歡泡在书山中閱讀各種資訊，以及戲弄別人。在真实世界中她的身体较常人而言更为坚硬，而遭污名化为“魔女”。她喜欢霧島時雨，但是時雨却先行被主人公召回。她与主人公达成交易，取走将主人公封印在书店的钟，主人公会让時雨复活，然而主人公未能兑现承诺。她随后利用保管的钟召唤主人公将其痛斥，逼迫主人公创作书本《世界》赎罪。在新生《世界》及随后的《曙光》《红瞳》中，主人公为了报复她经常找主人公作乐，故意将她设定为時雨的养女，最喜欢爸爸時雨。
霧島時雨　聲優：冰河流
學生宿舍「嵐山莊」的管理員，在书本《世界》中被设定为狐妖白的父亲，莲的外公。他的家族与敷島家族一样流传特别的术式，可以穿梭于异世界之中，并能跨世界尋找失物，但不像敷島家族擅長找活物。经常与解脱者合作寻找散落在各个世界的书本。书本《世界》中设定的可以穿梭异世界之中的地下室和挂钟皆出自霧島家族之手。
神埼徹　聲優：小友わかば
在书本《世界》中是如月澪的好友，曾遭遇校园霸凌。在书本《世界》中她被设定为与持有「言灵」能力的魔法使签订契约，依靠言灵报复欺凌者并最终堕落，操纵他人杀害了风津之滨的澪的父母和许许多多其他人。在书本《世界》的如月澪线路中，她的魔法被夺去，并被夏目铃送去劳改。直到《曙光》的如月澪后日谈才获得释放，并被主人公发现具有受虐倾向。
敷島蓮也　聲優：しょにー小倉
敷島鏡的哥哥。在书本《世界》中被设定为寻人术式的拥有者，幼年被祖母敷島莓戳瞎眼睛失明。为了保护敷島鏡不受祖母迫害将她送至风津之滨保护。他后被培养成职业杀手，在《曙光》的敷島鏡后日谈中试图追杀见证敷島鏡使用寻人术式的所有人，但最终被主人公治好被戳瞎的眼睛。在书本《世界》中他是狐妖白的丈夫，于《曙光》中定居商人小鎮与妻女团聚；在新生《世界》及随后的《曙光》《红瞳》中他则沉迷于收养的一只白狐。无论过程如何，他都因冷落敷島鏡导致鏡的困扰。
敷島莓　聲優：御苑生メイ
蓮也與鏡的祖母。在书本《世界》中是敷島家的家主，作为导致蓮也與鏡悲惨命运的始作俑者，于《曙光》的敷島鏡后日谈中被主人公和夏目鈴绑架到风津之滨调戏。而在《红瞳》中她在惊闻孙女回到学生公寓合宿后前往寻找孙女，结果对主人公起色心遭到嫌弃，还沉迷于敷島鏡珍藏的美少女游戏之中。

## 主題曲

### 五彩斑斕的世界
開場曲アレセイア（真理）
作詞：riya，作編曲：菊地創
演唱：eufonius
一般女主角綫路結尾曲（因为遇见了你）
作詞：riya，作編曲：菊地創
演唱：eufonius
大結局（二階堂真紅綫路）結尾曲（庇护所）
作詞：澄田まお，作曲：WACHA，編曲：忍
演唱：澤田夏

### 五彩斑斕的曙光
開場曲（光芒闪耀的世界）
作詞：riya，作編曲：菊地創
演唱：eufonius
一般女主角后日谈結尾曲（五彩斑斓的日子！！）
作詞：山本美禰子，作曲：Ceui，編曲：小高光太郎
演唱：Ceui
二階堂藍綫路結尾曲（真理）
作詞：riya，作編曲：菊地創
演唱：eufonius
大結局（二階堂真紅后日谈2）結尾曲（永远的光 〜对蓝天的爱之歌〜）
作詞：山本美禰子，作編曲：菊地創
演唱：eufonius

### 映入紅瞳的世界
開場曲（发光的世界 ～闪耀地，走向世界～）
作詞：riya，作編曲：菊地創
演唱：eufonius
插入曲（庇护所）
作詞：澄田まお，作曲：WACHA，編曲：忍
演唱：澤田夏
插入曲（映入紅瞳的世界）
作詞：漆原雪人，作編曲：忍
演唱：澤田夏
結尾曲（真理 ～真红版～）
作詞：riya，作編曲：菊地創
演唱：eufonius

## 評價
《五彩斑斕的世界》獲得「2011年萌系遊戲大賞」繪圖銀獎，《五彩斑斕的曙光》獲得「2012年萌系遊戲大賞」純愛系作品獎、Fan Disk獎共兩項金獎。
《五彩斑斕的世界》在日本美少女遊戲與動畫相關商品銷售網站Getchu.com的2011年銷量榜上排名第29名，《五彩斑斕的曙光》在日本美少女遊戲與動畫相關商品銷售網站Getchu.com的2012年銷量榜上排名第19名，本篇和Fan Disc版本的整合版《五彩斑斕的世界 WORLD'S END COMPLETE》在日本美少女遊戲與動畫相關商品銷售網站Getchu.com的2013年銷量榜上排名第32名，《映入紅瞳的世界》在日本美少女遊戲與動畫相關商品銷售網站Getchu.com的2015年銷量榜上排名第8名。

## 外部連結
- 五彩斑斕的世界（页面存档备份，存于）（日語）
- 五彩斑斕的曙光（页面存档备份，存于）（日語）
- 映入紅瞳的世界（页面存档备份，存于）（日語）
- 《五彩斑斕的世界》在視覺小說數據庫的頁面（英文）
- 《五彩斑斕的曙光》在視覺小說數據庫的頁面（英文）
- 《映入紅瞳的世界》在視覺小說數據庫的頁面（英文）